# Ardisia integra
Ardisia integra är en viveväxtart som beskrevs av Kai Larsen och C.M. Hu. Ardisia integra ingår i släktet Ardisia och familjen viveväxter. Inga underarter finns listade i Catalogue of Life.